# 克森維爾鎮區 (明尼蘇達州波爾克縣)
克森維爾鎮區（英語：Kertsonville Township）是位於美國明尼蘇達州波爾克縣的一個行政鎮區，於1881年成立。

## 地方資料
克森維爾鎮區的面積為94.34平方千米，皆為陸地。根據2020年美國人口普查的數據，當地共有人口90人，而人口密度為每平方千米0.95人。